# No. 76 Squadron RAAF
Le No. 76 Squadron RAAF est un squadron de la Royal Australian Air Force (RAAF).

## Histoire
Le No. 76 Squadron RAAF est créée le 14 mars 1942 pour participer à la Seconde Guerre mondiale dans le cadre de la guerre du Pacifique. L'unité est dissoute après la guerre en 1945. Elle est réactivée entre 1949 et 1955, 1960 et 1973 et depuis 1989.